# Allergie
Als Allergie (seit 1905 von altgriechisch ἀλλεργία ‚Fremdreaktion‘, aus ἄλλος állos ‚fremd‘ und ἔργον érgon ‚Reaktion‘) bezeichnet man eine überschießende, krankhafte Abwehrreaktion des Immunsystems auf körperfremde, aber harmlose Umweltstoffe, die dann als Allergene oder Antigene bezeichnet werden. Die allergische Reaktion richtet sich gegen von außen kommende Stoffe, beispielsweise über die Lunge, den Verdauungstrakt, die Haut, die Schleimhaut oder mit dem Blut.
Dagegen werden Autoimmunreaktionen, also überschießende, krankhafte Reaktionen des Immunsystems gegen Bestandteile des eigenen Körpers, nur dann zu den Allergien gezählt, wenn sie durch von außen in den Körper gelangte Stoffe ausgelöst werden. Neben der Allergie gibt es weitere Unverträglichkeitsreaktionen (Intoleranzen), z. B. die Pseudoallergie oder die Intoleranz, die mit einem ähnlichen Krankheitsbild wie eine Allergie einhergehen. Aufgrund der ähnlichen Symptome werden diese Begriffe im allgemeinen Sprachgebrauch fälschlicherweise oft synonym verwendet.

## Geschichte und Begriffsentstehung
Schon aus dem alten Ägypten und aus dem alten Rom sind Krankheitsbeschreibungen bekannt, die man heute als Allergie bezeichnen würde.

Pollen des gewöhnlichen Knäuelgrases können Heuschnupfen auslösen

Seine Beobachtung, dass manche Menschen Schnupfen und Atemwegsverengungen zeigen, wenn sie sich in der Nähe blühender Rosen aufhalten, bezeichnete der italienische Chirurg Leonardo Botallo 1565 als „Rosenerkältung“. Eine von der Jahreszeit abhängige Nasenerkrankung beschrieb 1819 der Londoner Arzt John Bostock. Dass Gräserpollen die auslösende Ursache für diesen „Heuschnupfen“ sind, erkannten 1870 Charles Blackley in England und unabhängig von diesem Morrill Wyman an der Harvard University. 1903 löste der Deutsche Wilhelm P. Dunbar bei Versuchspersonen Heuschnupfensymptome durch mit Pollen versetzte Salzlösungen aus.
Der Begriff Allergie (griechische Übersetzung von „Anders-Reaktion“, welche auch von Robert Koch bei Anwendung von
Tuberkulin beschrieben wurde) wurde 1906 von Clemens von Pirquet, einem Wiener Kinderarzt, der Erscheinungen nach Erst- und Reinjektion von Diphtherieseren untersuchte, in Analogie zu Energie geprägt in der Hinsicht, dass „der en-érgeia, einer körpereigenen (inneren) Kraft, eine all(o)-érgeia als Ausdruck von Reaktionen auf körperfremde Stoffe gegenübertrete“. Pirquet definierte Allergie weit gefasst als „veränderte Fähigkeit des Körpers, auf eine fremde Substanz zu reagieren“. In dieser Definition sind sowohl verstärkte (Hyperergie), verminderte (Hypoergie) wie auch fehlende (Anergie) Reaktivitäten einbezogen. Pirquet erkannte als erster, dass Antikörper nicht nur schützende Immunantworten vermitteln, sondern auch Überempfindlichkeitsreaktionen auslösen können. Er gilt als Begründer der klinischen Allergielehre.
Bereits 1902 hatten Charles Richet und Paul Portier (1866–1962) bei Hunden eine veränderte Reaktion auf eine niedrigdosierte Toxingabe beobachtet, nachdem die Versuchstiere eine Vergiftung mit diesen intravenös und hochdosiert verabreichten Toxinen überstanden hatten. Diese nach zwei bis drei Wochen aufgetretene Überempfindlichkeit, welche trotz ungefährlicher Toxindosis zum Tod der Tiere führte, nannte Richet Anaphylaxie. Der französische Physiologe Maurice Arthus konnte 1903 beobachten, dass auch nichttoxische Stoffe, nämlich „artfremde Eiweiße“, nach Vorbehandlung damit eine Überempfindlichkeit nach erneutem Einspritzen (Reinjektion) verursachen können. Im Jahr 1914 beschrieb der Pathologe Robert Rössle die allergische Entzündung.

## Verbreitung
Allergien sind häufige Erkrankungen. Hierbei nehmen die Inhalationsallergien wie Heuschnupfen eine besonders prominente Stellung ein.
In Deutschland, zu Beginn der 1990er Jahre, gaben 9,6 % der Befragten beim Bundes-Gesundheitssurvey an, dass sie schon einmal Heuschnupfen hatten. Es gab in den alten Bundesländern einen deutlich höheren Anteil Betroffener (10,6 %) als in den neuen Bundesländern (5,8 %). Zwischen Männern und Frauen war jeweils kaum ein Unterschied zu verzeichnen.
Ende der 1990er Jahre waren beim BGS98 14,5 % der Bevölkerung (15,4 % der Frauen und 13,5 % der Männer) betroffen. Die Verbreitung war sowohl in den alten als auch in den neuen Bundesländern deutlich gewachsen. Bei den Frauen fiel diese Zunahme jeweils größer aus, sodass sich bis 1998 ein geschlechtsspezifischer Unterschied herausgebildet hatte.
Weitere 10 Jahre später, beim DEGS1, der von 2008 bis 2011 durchgeführt wurde, hatten sich die Zahlen auf diesem hohen Niveau stabilisiert (14,8 % gesamt, 16,5 % der Frauen und 13,0 % der Männer).
Dass sich zwischen Anfang und Ende der 1990er Jahre nicht lediglich das Antwortverhalten der Befragten verändert hat, sondern es sich um einen tatsächlichen Anstieg der Heuschnupfenhäufigkeit handelte, konnte durch vergleichende Analysen und durch Laboruntersuchungen herausgefunden werden. Auf der Basis von allergenspezifischen IgE-Tests wurde stichprobenartig bei den Gesundheitssurveys die Sensibilisierung auf Inhalationsallergene überprüft.
Im Nationalen Untersuchungssurvey 1990–1992 lag die Rate der Sensibilisierungen auf Inhalationsallergene – genau wie die Heuschnupfenprävalenz – in den alten Bundesländern (27,4 %) höher als in den neuen Bundesländern (24,1 %). Die Gesamtrate betrug 26,7 %. Bis zum Ende der 1990er Jahre kam es gemäß BGS98 zu einem deutschlandweiten Anstieg der Sensibilisierungsrate auf 31,2 %. Diese Zunahme war etwas weniger ausgeprägt als die beim selbst berichteten Heuschnupfen. Der Anstieg in West (auf 31,9 %) und Ost (auf 28,5 %) verlief ähnlich.

### Thesen über die Ursachen der Zunahme allergischer Erkrankungen
Eine befriedigende Erklärung für die Zunahme allergischer Erkrankungen in den letzten Jahrzehnten gibt es – wie auch für die Zunahme der Autoimmunerkrankungen – bisher nicht, wohl aber einige Thesen:

#### Hygienehypothese
Einige Forscher führen den beobachteten Anstieg allergischer Erkrankungen in westlichen Industrieländern auf die sogenannte „Dreck- und Urwaldhypothese“ zurück. Diese geht von einer mangelnden Aktivierung („Unterforderung“) des Immunsystems – vor allem in der Kindheit und frühen Jugend – durch übertriebene Hygienemaßnahmen aus. Es wird vermutet, dass der Kontakt mit bestimmten Bakterien insbesondere in den ersten Lebensmonaten wichtig ist, um das Immunsystem, das während der Schwangerschaft eher Typ2-T-Helferzellen-lastig ist, wieder in Richtung einer Typ1-T-Helferzellen-Antwort zu lenken, die weniger mit allergischen Reaktionen assoziiert ist. Eine prominente Studie zum Thema ist die ALEX-Studie.

#### Rückgang parasitärer Erkrankungen
Die physiologische Funktion von IgE-Antikörpern, die bei Allergien eine wesentliche Rolle spielen, ist die Abwehr von Wurm- und anderem Parasitenbefall. Der Rückgang parasitärer Erkrankungen könnte zu einer Umlenkung des Immunsystems auf andere, harmlose Strukturen führen. Hierfür spricht das geringere Aufkommen von Allergien in Ländern mit geringeren Hygienestandards. Da in den westlichen Industrienationen Parasitenbefall so gut wie nicht mehr vorkommt, bei allergischen Reaktionen aber eine verstärkte IgE-Antikörper-Bildung vorliegt, wird geprüft, ob hier ein Zusammenhang bestehen könnte. Eine Studie an 1600 Kindern in Vietnam zeigte, dass Kinder mit intestinalem Wurmbefall im Vergleich zu Kindern ohne Wurmbefall eine um sechzig Prozent verringerte Chance einer Allergie gegen Hausstaubmilben hatten. Jedoch gibt es derzeit widersprüchliche Forschungsergebnisse, so dass diese Hypothese noch nicht abschließend beurteilt werden kann.

#### Umweltverschmutzung
Umweltfaktoren wird eine zentrale Rolle bei der Entstehung von Allergien zugesprochen. Es konnte bewiesen werden, dass Kinder seltener an Allergien litten, je mehr Endotoxin im täglichen Umfeld dieser nachgewiesen werden konnte.
Allergene wie das Hauptallergen der Birke, Bet v 1, können sich an Dieselrußpartikel (auch Feinstaub) anheften und so beim Einatmen unter Umständen in tiefere Lungenabschnitte gelangen. Es ist möglich, dass die Dieselrußpartikel als „Träger“ der Allergene auch eine adjuvante (unterstützende) Wirkung haben und somit eine Sensibilisierung fördern.
Die Umweltverschmutzung sorgt auch bei Haselsträuchern für Stress und verändert die Eiweißbildung derart, dass die betroffenen Menschen immer heftiger darauf reagieren.
Wissenschaftler des Helmholtz-Zentrums in München haben herausgefunden, dass sich die allergischen Reaktionen des Beifußblättrigen Traubenkrauts (Ambrosia artemisiifolia) verstärken, wenn sie mit Stickstoffdioxid in Verbindung treten. Dadurch erhöht sich die Anzahl der Allergene und macht sie aggressiver. Die Pollen der Ambrosia zählen zu den stärksten Allergieauslösern.

#### Kindliche Allergien durch Medikamente
Ein Zusammenhang zwischen Allergien und Impfungen besteht nicht. Im Gegenteil war in der DDR die Durchimpfungsrate deutlich höher (nahe 100 %) und zugleich die Allergierate niedriger als in der BRD (bis 1989) und es gibt Hinweise, dass Impfungen das Allergierisiko senken können.
Neu in der Diskussion sind Studien zur kindlichen Vitamin-D-Prophylaxe, zu Paracetamol und zur Antibiotikatherapie.

#### Erhöhte Allergenexposition
Diese Überlegung bezieht sich darauf, dass aufgrund einer erhöhten Allergenexposition vermehrt Sensibilisierungen stattfinden könnten. Ursachen für eine erhöhte Exposition könnten sein: die Zunahme des Pollenflugs infolge einer Stressreaktion von Bäumen auf die Erderwärmung oder Schadstoffbelastung, die Zunahme der Milbenexposition durch verbesserte Isolierung der Häuser, der vermehrte Konsum exotischer Lebensmittel wie Kiwi.

#### Veränderungen in der kommensalen Flora
Veränderungen in der kommensalen Flora könnten ebenfalls das Immunsystem beeinflussen und im Zusammenhang mit dem vermehrten Auftreten von Allergien stehen. Veränderungen in der Darmflora können durch den Einsatz von Antibiotika und durch moderne Ernährungsgewohnheiten ausgelöst werden. Die Bakterienflora der Haut könnte durch die Einführung von Wegwerfwindeln verändert worden sein.
Es wird diskutiert, ob Probiotika einen günstigen Effekt auf die Entwicklung von Allergien haben könnten.

#### Veränderte Lebensgewohnheiten
Es gibt etliche weitere Faktoren, von denen ebenfalls vermutet wird, dass sie die Entstehung allergischer Erkrankungen begünstigen können. Dies sind Rauchen, Autoabgase, Stress, kleinere Familien, veränderte Ernährung, aber auch ein veränderter individueller Lebensstil, der sich auf die Entwicklung von Atopie und Allergien auswirken könnte, wie die kürzere Stillzeit junger Mütter und ein dadurch bedingtes höheres Allergierisiko des Kindes. Kinder von Frauen, die während der Schwangerschaft Kontakt zu Tieren, Getreide oder Heu hatten, bekommen im späteren Leben seltener allergische Atemwegs- und Hauterkrankungen. Für einen optimalen Schutz ist aber ein anhaltender Kontakt zu Nutztieren oder Getreide nötig.

## Ursachen allergischer Erkrankungen
Die Ursachen von Allergien kann man in genetische und nicht genetische Faktoren unterteilen.

### Genetische Faktoren
Zu den genetischen Faktoren gehören: Disposition zur überschießenden Bildung von Gesamt-IgE und allergenspezifischen IgE-Antikörpern, sowie deren Fixierung besonders an Mastzellen und basophilen Granulozyten von Haut und Schleimhäuten (Atopie). Zu den genetischen Faktoren gehört auch eine verminderte Aktivität von Regulatorischen T-Zellen, deren Aufgabe es ist, die Aktivierung des Immunsystems zu begrenzen und dadurch die Selbsttoleranz des Immunsystems zu regulieren. Die allergische Reaktionsbereitschaft ist mit den HLA-Genen assoziiert.
Eindeutig belegt ist ein erhöhtes Allergierisiko für Kinder, bei denen entweder ein oder beide Elternteile Allergiker sind. Offensichtlich spielen aber mehrere genetische Faktoren zusammen, es gibt also nicht das eine „Allergie-Gen“. Es gibt eine Vielzahl von Kandidatengenen, die möglicherweise oder wahrscheinlich an der Entstehung allergischer Erkrankungen beteiligt sind. Auch scheinen unterschiedliche allergische Veranlagungen (z. B. Allergisches Asthma, Atopische Dermatitis) unterschiedlich genetisch determiniert zu sein.

### Nicht genetische Faktoren

#### Gestörte Barrierefunktion der Haut
Ursache einer Allergie kann auch eine gestörte Barrierefunktion und eine damit verbundene erhöhte Durchlässigkeit von Haut und Schleimhaut sein, z. B. durch bakterielle oder virale Infekte oder durch chemische Irritation.

#### Intensive Allergenexposition
Auch eine verstärkte Allergenexposition kann bei entsprechender Veranlagung zu Allergien führen. Diese Form der Allergie spielt besonders bei berufsbedingten Allergien eine Rolle.

#### Stress
Körperlicher oder psycho-sozialer Stress ist nicht Ursache einer Allergie. Stress beeinflusst aber das Immunsystem. Körperlicher und/oder psycho-sozialer Stress kann deshalb eine bestehende Allergie verstärken oder aber bei einer bestehenden Sensibilisierung Auslöser für die allergische Erkrankung sein.

## Auslöser

### Allergene

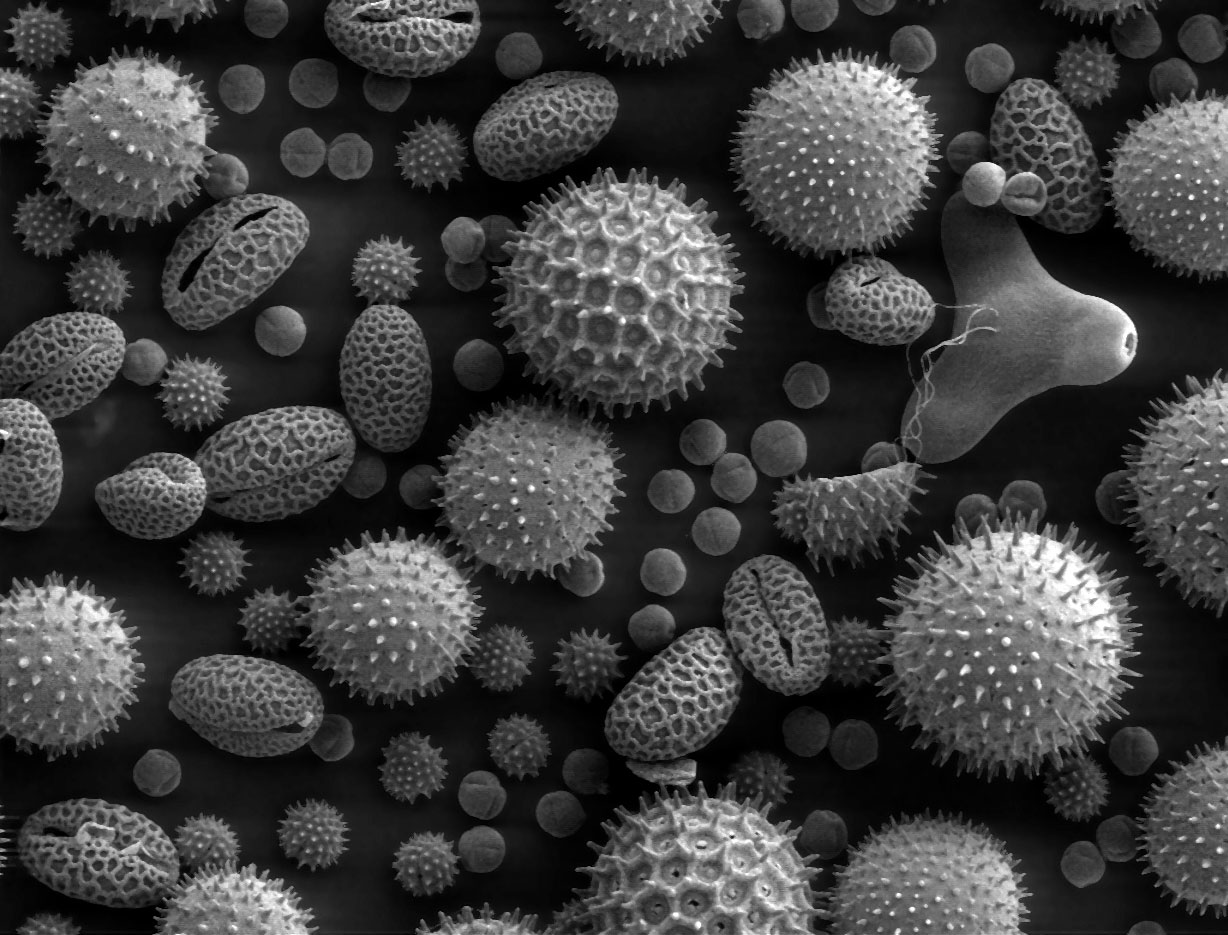
EM-Bild von Pollen verschiedener Pflanzenarten

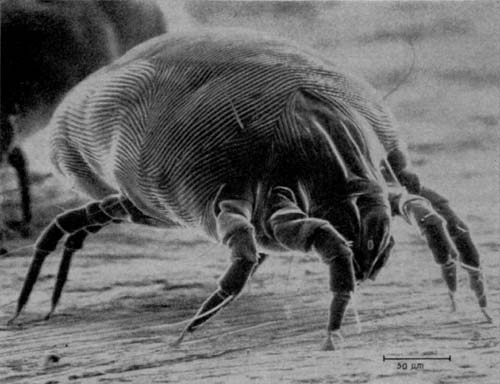
Hausstaubmilbe

Auslöser von Allergien sind Allergene. Hier reagiert das Immunsystem in überempfindlicher Weise (Sensibilisierung) auf bestimmte Allergene. Allergene sind Antigene, also Substanzen, die vom Körper als fremd erkannt werden und eine spezifische Immunantwort auslösen. Diese normale körperliche Reaktion ist bei der Allergie fehlgeleitet, sodass eigentlich harmlose Antigene zu allergieauslösenden Allergenen werden. Es gibt eine Vielzahl von Allergenen. Meistens sind Allergene Polypeptide oder Proteine.
Allergene können nach unterschiedlichen Gesichtspunkten eingeteilt werden:
- nach der Allergenquelle (z. B. Tierallergene, siehe insbesondere Allergie gegen Katzenepithelien, Pollenallergene, Hausstaubmilbenallergene)
- nach der Art des Kontakts mit den Allergenen (z. B. Inhalationsallergene, Nahrungsmittelallergene)
- nach dem Pathomechanismus, durch den die Allergene eine allergische Reaktion auslösen (z. B. IgE-reaktive Allergene, Kontaktallergene)
- nach ihrer allergenen Potenz in Haupt- und Nebenallergene
- nach ihrer Aminosäuresequenz in bestimmte Allergengruppen (z. B. Gruppe-5-Graspollenallergene) oder in bestimmte Proteinfamilien (z. B. Lipocaline, Profiline).

Allergene können vom Körper durch Inhalation, durch Ingestion, durch Hautkontakt oder durch Injektion (darunter fallen auch Insektenstiche), aufgenommen werden.

### Nicht immunogene Substanzen
Allergien gegen Wasser und Zucker sind per Definition nicht möglich, da einer Allergie eine unangemessene Immunantwort auf ein Allergen zu Grunde liegt. Wasser und Zucker sind aber nicht immunogen und daher auch nicht „allergisierend“. Eine Erkrankung, die gelegentlich als Wasserallergie bezeichnet wird, ist die extrem seltene aquagene Urtikaria (Wassernesselsucht). Als Wasserallergie wird hin und wieder auch eine Immunantwort auf im Leitungswasser gelöste Stoffe bezeichnet.

## Sensibilisierung
Eine Allergie setzt eine Sensibilisierung voraus. Unter Sensibilisierung versteht man den 1. Kontakt mit dem Allergen und der für dieses Allergen spezifischen Immunantwort des Körpers. Diese Sensibilisierung verursacht keine Krankheitssymptome, kann aber im Blut nachgewiesen werden. Erst bei einem erneuten Kontakt mit dem Allergen nach Abschluss der Sensibilisierungsphase (5 Tage bis mehrere Jahre) treten bei Allergikern die allergischen Krankheitssymptome auf.

### Prophylaxe einer Sensibilisierung
Die beste Prophylaxe gegen eine Allergie ist die Vermeidung der Sensibilisierung. Das vollständige Vermeiden von sämtlichen Allergenen ist unmöglich. Jedoch ist in bestimmten Fällen die Vermeidung bzw. Verringerung der Belastung mit potentiellen Allergenen möglich und sinnvoll:

#### Vermeidung von Latex
Kinder, die mit offenem Rücken (Spina bifida) geboren werden, haben ein sehr hohes Risiko einer Sensibilisierung gegen Latex. Es ist daher heute klinischer Standard, diese Kinder von Geburt an vor jedem Kontakt mit Latex (beispielsweise bei Latex-OP-Handschuhen) zu schützen.

#### Stillen
Die optimale Ernährung für Neugeborene ist das ausschließliche Stillen während mindestens der ersten 4 Lebensmonate. Es gibt retrospektive Studien, die beobachtet haben, dass gestillte Kinder seltener an Allergien leiden als nicht gestillte.

#### Hunde und Katzen
Es gibt auch Studien dazu, dass Haushunde und auch Hauskatzen vor Allergien schützen können. Diese sammeln im Freien Allergene ein, die dann später zu Hause an das Kind abgegeben werden. Dessen Immunsystem wird dann dazu trainiert, die Fremdkörper zwar zu erkennen, diese aber als harmlos einzustufen. Zumindest in einer tierexperimentellen Studie an Mäusen hat dies funktioniert.

#### Arbeitsschutz
Die exogen-allergische Alveolitis ist meist eine Berufskrankheit, die durch die Inhalation von bestimmten Stäuben (z. B. Mehl bei der Bäcker-Lunge) verursacht wird. Durch entsprechende Arbeitsschutz-Maßnahmen, wie das Tragen von Feinstaubmasken oder auch die Verwendung von Abzugshauben, kann der Allergenkontakt vermindert und die Mitarbeiter somit vor einer Sensibilisierung geschützt werden.

## Symptome
Das Risiko, an einer Allergie zu erkranken, wird durch genetisch fixierte Prädisposition, durch die aktuelle Abwehrlage der Körpergrenzflächen, durch Häufigkeit und Intensität der Allergenexposition und durch die allergene Potenz der betreffenden Substanz bestimmt. Die Symptome einer Allergie können mild bis schwerwiegend und in einigen Fällen sogar akut lebensbedrohlich sein. Expositionsbedingt kann es sein, dass die Symptome nur saisonal auftreten, etwa zur Zeit des entsprechenden Pollenflugs, oder dass die Symptome ganzjährig auftreten, wie bei einer Allergie gegen Hausstaubmilbenkot.
Je nachdem, mit welchem Organ Allergene durch den Körper aufgenommen werden, entstehen bei der Allergie unterschiedliche Krankheitssymptome. Allergiker können an einer Krankheitsform leiden, aber auch an Mischformen. Organmanifestationen können Respirationstrakt, Verdauungstrakt, Herz und Kreislauf, blutbildende Organe, Haut, Nieren, Gelenke und das Nervensystem betreffen.

### Symptome durch Inhalationsallergene
Inhalationsallergien gehören zu den Typ-1-Allergien vom Soforttyp. Inhalationsallergene werden über die Atmungsorgane aufgenommen und/oder gelangen über die Schleimhäute von Nase und Augen in den Körper. Zu den Inhalationsallergenen gehören z. B. Allergene aus Pollen, Pilzsporen, tierischen Epithelien, Federstaub, Speichel, Schweiß, Urin und Kot, Milbenkot, Insektenschüppchen, Holz- und Mehlstaub, Formaldehyd und Harzen.
Inhalationsallergene lösen primär Atemwegssymptome aus, können sekundär aber auch Haut- und Darmsymptome sowie Kreislauf- und Nervenreaktionen auslösen. Typische allergische Erkrankungen durch Inhalationsallergene sind Allergische Rhinitis (Heuschnupfen), Konjunktivitis (Bindehautentzündung), Hustenreiz, bronchiale Hyperreaktivität, Asthma bronchiale.

### Symptome durch Ingestionsallergene
Ingestionsallergene werden durch den Mund bzw. den Verdauungstrakt aufgenommen. Manche Ingestionsallergene werden erst im Laufe des Verdauungsprozesses freigesetzt und vom Körper aufgenommen. Die Symptome einer Allergie gegen Nahrungsmittel oder gegen oral aufgenommene Medikamente können deshalb innerhalb weniger Minuten oder auch erst mehrere Stunden nach der Nahrungsaufnahme/Medikamenteneinnahme auftreten, obwohl es sich bei der Nahrungsmittelallergie um eine Typ-I-Soforttyp-Allergie handelt. Die Arzneimittelallergie kann in Form eines Arzneimittelexanthems auch als Typ-IV-Spätreaktion auftreten.
Ingestionsallergene können bei entsprechend veranlagten und sensibilisierten Menschen primär Verstopfung, Brechdurchfall oder abdominale Koliken verursachen, über die Aufnahme der Allergene durch das Blut auch Haut- und/oder Atemwegssymptome.

### Symptome durch Kontaktallergene

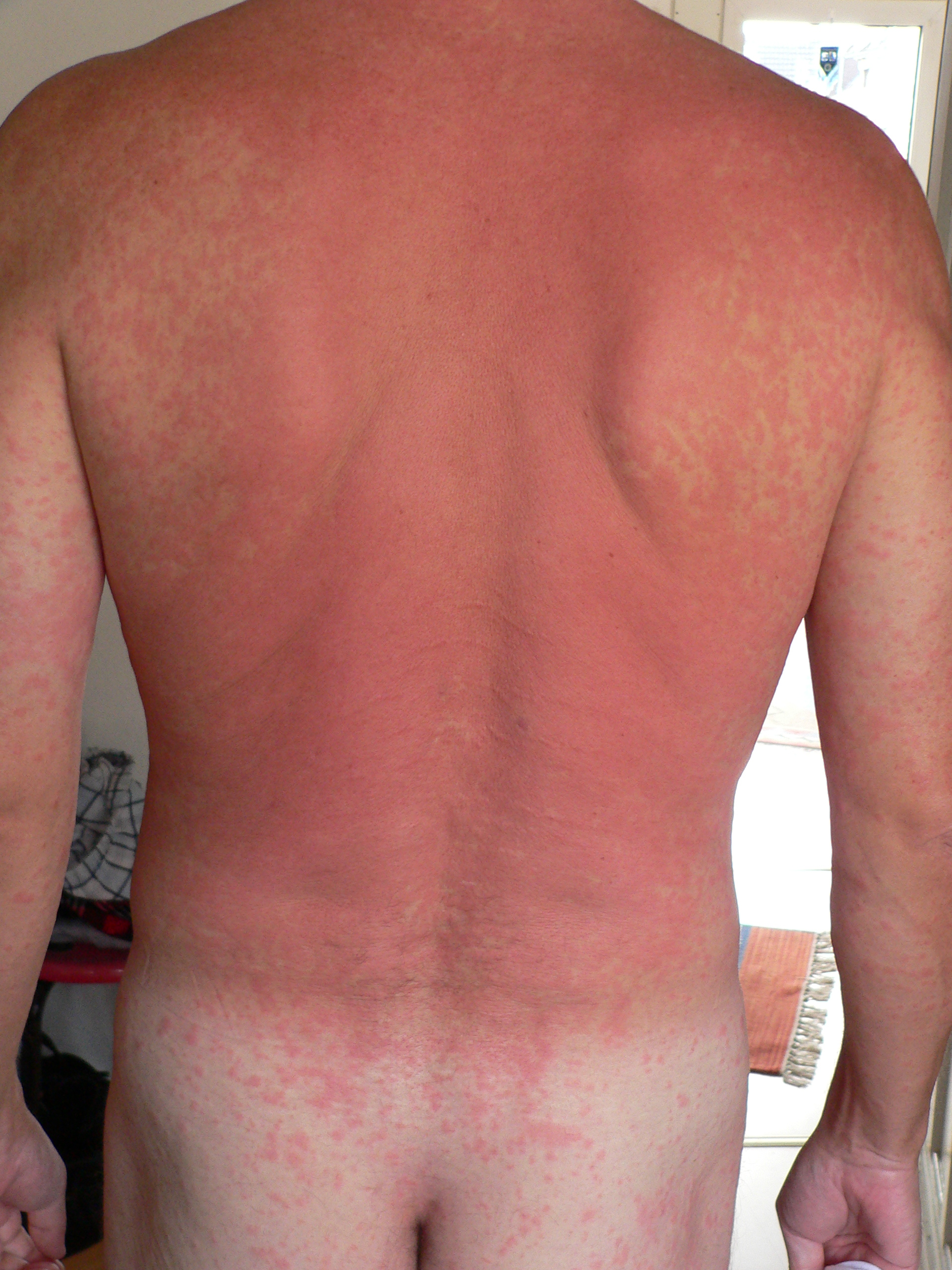
Allergischer Hautausschlag

Kontaktallergene werden über die Haut aufgenommen. Sie überwinden die Barrierefunktion der Haut. Kontaktallergene können sowohl eine Sofortreaktion der Haut auslösen z. B. Kontakturtikaria oder auch eine Spätreaktion (Typ-IV-Spättyp-Allergie), die erst nach 12 bis 72 Stunden eintritt, z. B. das allergische Kontaktekzem.

### Symptome durch Injektionsallergene
Injektionsallergene werden durch Injektion oder Infusion in den Körper eingebracht. Die Barrierefunktion von Haut und Schleimhaut wird dadurch umgangen. Zu den Injektionsallergenen gehören tierische Gifte (z. B. von Bienen, Wespen, Feuerameisen, Quallen, Seeanemonen, Feuerkorallen) und Medikamente (z. B. Penicillin).
Zu den typischen allergischen Reaktionen durch Injektionsallergene gehören eine gesteigerte örtliche Reaktion und/oder anaphylaktische Reaktionen.

### Systemische Reaktionen
Unabhängig davon, mit welchem Organ Allergene vom Körper aufgenommen werden, kann eine Allergie auch systemische Reaktionen verursachen, die den gesamten Körper betreffen, z. B. Urtikaria und anaphylaktische Reaktionen.

## Kreuzallergie
Unter einer Kreuzallergie versteht man eine Sensibilisierung gegenüber biologisch oder chemisch verwandten Substanzen. Die Struktur dieser Substanzen ist teilweise identisch, so dass vom Immunsystem mehrere unterschiedliche Substanzen als Allergen erkannt werden können, obwohl eine Sensibilisierung nur gegen eine der Substanzen vorliegt. Beispielsweise können Allergiker gegen Birkenpollen auch auf Äpfel allergisch reagieren. Die allergische Reaktion kann bei der Kreuzallergie bereits beim Erstkontakt erfolgen, wenn es vorher eine Sensibilisierung mit einer ähnlichen Substanz gab.

## Systematik von Allergien nach Pathomechanismus

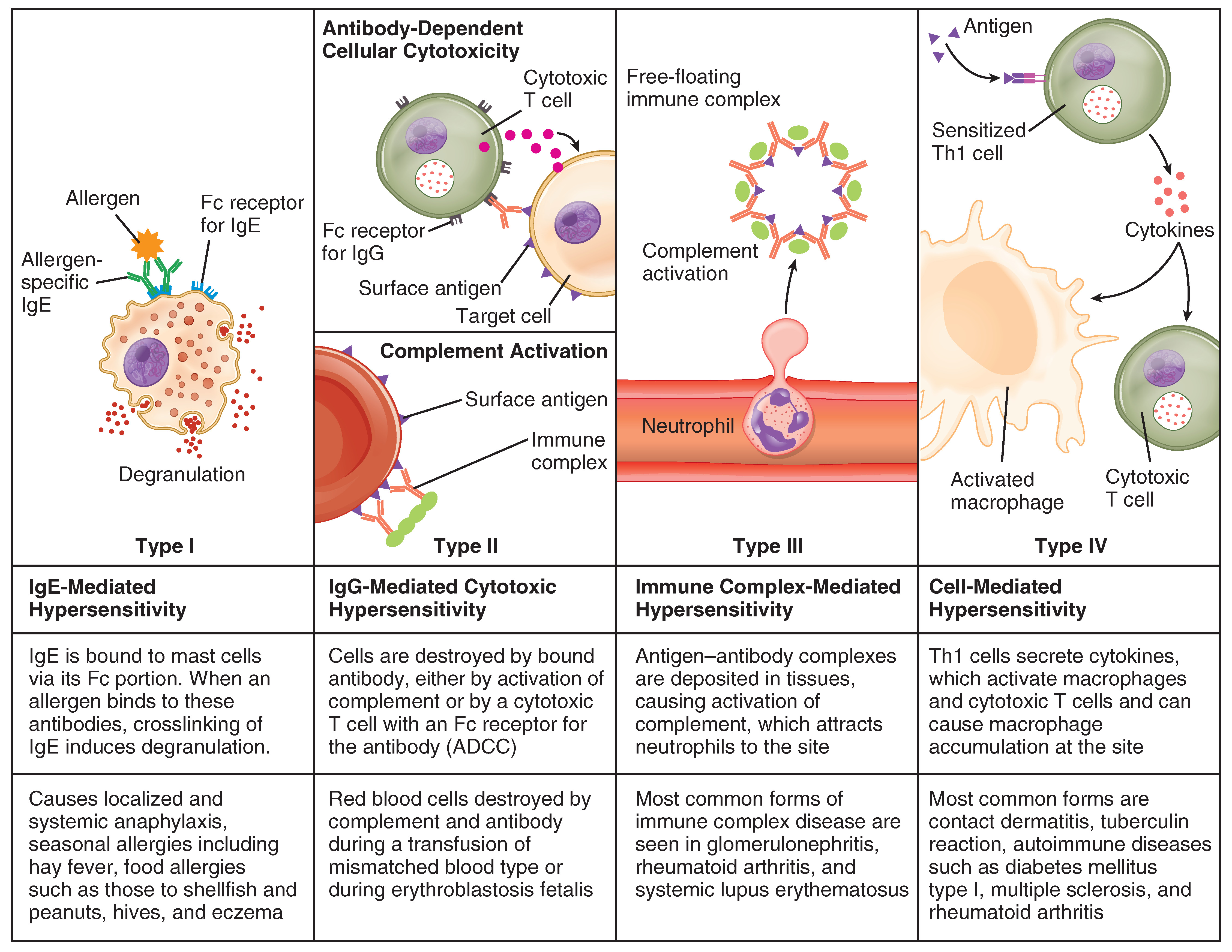
Typvergleich der Allergien

Coombs und Gell haben 1963 als erste Menschen Allergien nach ihren pathophysiologischen Mechanismen in vier Typen eingeteilt, die sich überlappen können:

### Frühtypen
Die Frühtypen (Typ-I- bis Typ-III-Allergien), genannt auch allergische Sofortreaktionen, werden durch Antikörper vermittelt (humorale Allergie).

#### Typ-I-Allergie (Soforttyp, anaphylaktischer Typ)

Typ1-Reaktion

Die Typ-I-Allergie ist die häufigste Allergieform.
Bei der Typ-I-Allergie liegt eine Fehlfunktion der Regelung der IgE-Antikörper vor. IgE-Antikörper bewirken durch mehrere Mediatoren schon in geringen Mengen eine Erweiterung der Blutgefäße und steigern deren Durchlässigkeit für weiße Blutkörperchen. T-Zellen, die normalerweise die IgE-Aktivität auf ein vernünftiges Maß einschränken, fehlen bei der Typ-I-Allergie oder sind zu wenig aktiv. Bei der Typ-I-Allergie werden durch die Vermittlung von IgE-Antikörpern Entzündungsmediatoren, z. B. Histamin, Leukotriene, Prostaglandine, Kallikrein, aus Basophilen Granulozyten und Mastzellen freigesetzt. Dadurch wird eine Entzündung von Haut, Schleimhaut oder eine systemische Entzündung hervorgerufen.
Die allergische Reaktion bei der Typ-I-Allergie erfolgt innerhalb von Sekunden bis Minuten. Eventuell ist eine zweite Reaktion nach 4 bis 6 Stunden möglich (verzögerte Sofortreaktion). Diese zweite Reaktion darf nicht mit der Spättypreaktion der Typ-IV-Allergie verwechselt werden.
Typische Krankheiten der Typ-I-Allergie:
- Allergisches Asthma
- allergische Bindehautentzündung
- Heuschnupfen
- Nesselsucht
- Angioödem
- Anaphylaxie (anaphylaktischer Schock)
- Arzneimittelallergien
- Jones-Mote-Reaktion
- Nahrungsmittelallergien

#### Typ-II-Allergie (zytotoxischer Typ)
Bei der Typ-II-Allergie kommt es zur Bildung von Immunkomplexen aus membranständigen Antigenen (z. B. Medikamenten, Blutgruppenantigenen) mit zirkulierenden IgG- oder IgM-Antikörpern. Dadurch werden das Komplementsystem oder zytotoxische Killerzellen aktiviert und es kommt zur Zytolyse (Zerstörung) körpereigener Zellen.
Die allergische Reaktion bei der Typ-II-Allergie erfolgt nach 6 bis 12 Stunden.
Typische Krankheiten für die Typ-II-Allergie:
- allergisch bedingte Hämolytische Anämie
- Thrombopenie
- Agranulozytose
- Transfusionszwischenfälle
- Paxillus-Syndrom

#### Typ-III-Allergie (Immunkomplextyp, Arthus-Typ)
Bei der Typ-III-Allergie werden Immunkomplexe aus präzipitierenden IgG- und IgM-Antikörpern und Allergenen gebildet. Dadurch werden Komplementfaktoren aktiviert, insbesondere C3a und C5a. Diese speziellen Teile des Komplementsystems führen zur Phagozytose (aktiven Aufnahme) der Immunkomplexe durch Granulozyten unter Freisetzung gewebeschädigender Enzyme, z. B. Elastase, Kollagenase, Myeloperoxidase.
Die allergische Reaktion bei der Typ-III-Allergie erfolgt nach 6 bis 12 Stunden.
Typische Krankheiten für die Typ-III-Allergie:
- Serumkrankheit
- allergische Vaskulitis
- exogen-allergische Alveolitis
- Allergische bronchopulmonale Aspergillose

### Spättyp
Der Spättyp (die Typ-IV-Allergie), genannt auch verzögerte allergische Reaktion, wird durch spezifisch sensibilisierte T-Zellen vermittelt (zellvermittelte Allergie).

#### Typ-IV-Allergie (verzögerter Typ)
Die Typ-IV-Allergie ist nach der Typ-I-Allergie die häufigste Allergieform.
Bei der Typ-IV-Allergie werden Lymphokine aus spezifisch sensibilisierten T-Lymphozyten freigesetzt. Diese Lymphokine bewirken die Aktivierung bzw. Vermehrung von Makrophagen und mononukleären Zellen sowie deren Wanderung an den Ort der Allergenbelastung. Dadurch erfolgt eine lokale Infiltration und Entzündung.
Die allergische Reaktion bei der Typ-IV-Allergie erfolgt nach 12 bis 72 Stunden.
Typische Krankheiten der Typ-IV-Allergie:
- Allergisches Kontaktekzem (Kontaktallergie bei längerem Kontakt der Haut mit einem Antigen)
- Tuberkulinreaktion und andere Infektionsallergien (bei Gegenwart von Bakterien oder Viren)[48]
- Arzneimittelexanthem
- Transplantatabstoßung
- persistierende granulomatöse Reaktion

## Allergietests
Auch ein positiver Allergietest ist allein kein Nachweis für eine Allergie. Die Diagnose Allergie kann nur im Zusammenhang mit dem Allergietest und den klinischen Beschwerden gestellt werden. Durch den Hauttest und den Bluttest wird lediglich die Sensibilisierung gegen eine bestimmte Substanz nachgewiesen. Diese Testungen sagen wenig darüber aus, ob überhaupt Beschwerden bestehen oder über die Art oder Schwere der Beschwerden. Mit den Provokationstests werden eine Unverträglichkeit und das Beschwerdebild dieser Unverträglichkeit nachgewiesen, aber nicht, ob es sich bei dieser Unverträglichkeit tatsächlich um eine Allergie handelt.

### Hauttests

Pricktest

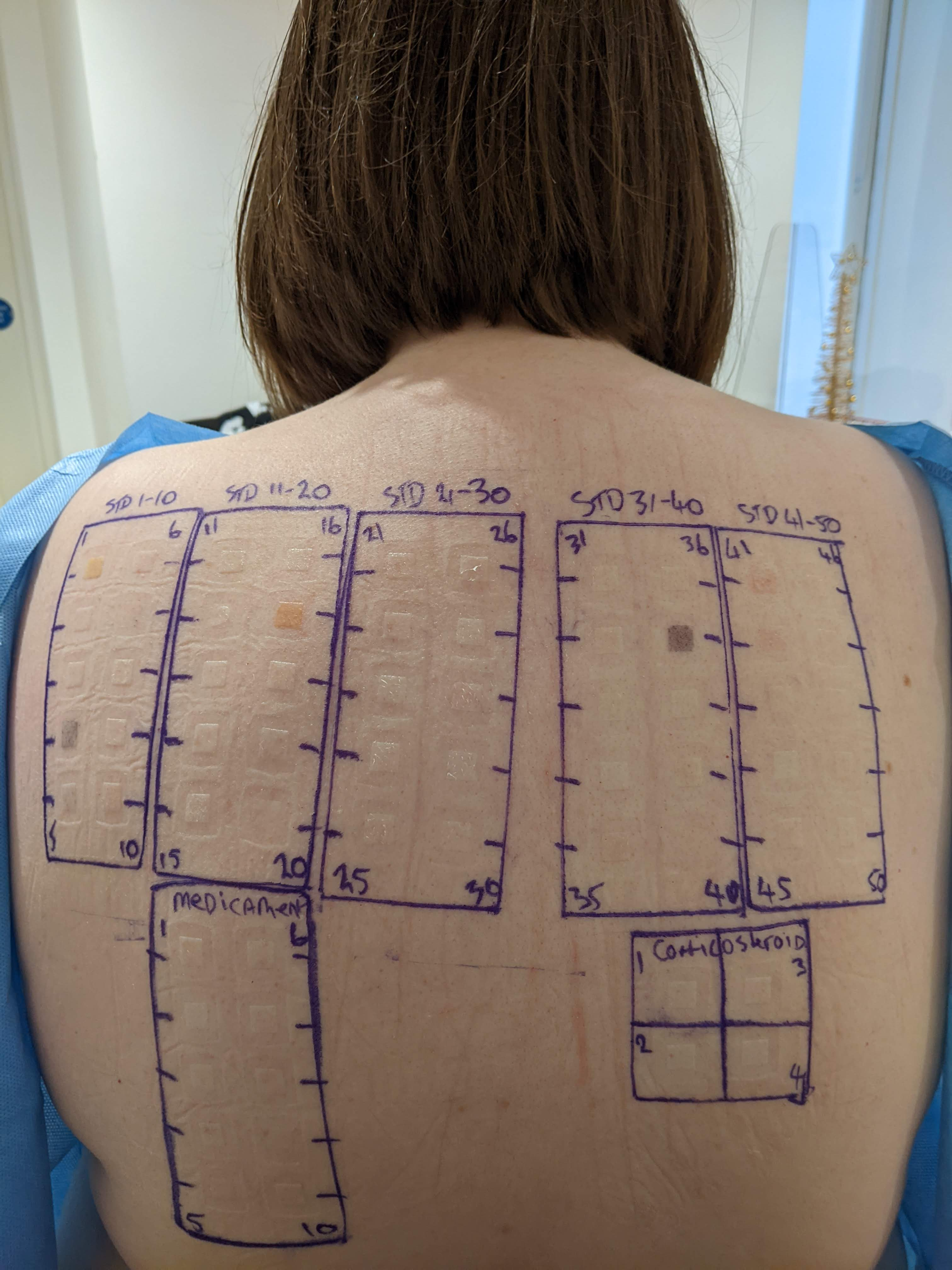
Epikutan- oder Patchtest

Hauttests werden als Standarduntersuchungen vorgenommen, wenn der Verdacht besteht, dass ein Patient allergisch auf eine Substanz reagiert. Beim Hauttest werden Allergenextrakte bzw. allergenhaltiges Material auf verschiedene Weisen mit der Haut in Kontakt gebracht. Sensibilisierte Betroffene zeigen nach definierten Zeiten lokale Reaktionen vom Sofort-Typ oder Spät-Typ. An ihnen kann abgelesen werden, gegen welche Allergene oder Allergenquellen der Patient sensibilisiert ist. Dieser Test kann unter Umständen auch Hinweise auf den Schweregrad der allergischen Reaktion geben.
- Pricktest: Die am häufigsten angewendete Methode ist der Pricktest (auch skin prick test (SPT)), bei dem einzelne Tropfen von glyzerinisierten Allergenextrakten sowie Histamin und isotonische Kochsalzlösung (als Referenzen) auf den Unterarm oder den Rücken aufgebracht werden. Bei dem Test werden mögliche Allergene in kleinen Abständen voneinander aufgetragen. Durch die Tropfen hindurch wird mit einer Spezialnadel (Lanzette) etwa 1 mm in die Haut gestochen, damit die Allergene in diese gelangen. Nach ca. 15 Minuten kann die Sofortreaktion abgelesen werden. Wenn die Haut an den betreffenden Stellen rot ist und anschwillt, dann handelt es sich um eine allergische Reaktion.[50]
- Prick-to-prick-Test: Beim Prick-to-prick-Test wird erst mit der Lanzette in die vermutete Allergenquelle gestochen (Früchte) und dann in die Haut des Patienten.
- Intrakutantest: Beim Intrakutantest werden ca. 20 Mikroliter von wässrigen Allergenextrakten mit einer Tuberkulinspritze oberflächlich in die Haut injiziert.
- Reibetest: Der Reibetest wird bei besonders empfindlichen Menschen angewandt. Der Arzt reibt den vermuteten Allergieauslöser an der Innenseite des Unterarms. Bei positiver Reaktion zeigen sich großflächige Rötungen oder Quaddeln.
- Scratchtest: Beim Scratchtest werden Allergenextrakte auf die Beugeseite des Unterarms gegeben und die Haut mit einer Lanzette 5 mm lang oberflächlich angeritzt. Dieser Test wird aber wegen seiner Ungenauigkeit selten angewendet.
- Epikutantest: Unter anderem bei der Kontaktdermatitis wird ein Pflastertest angewendet, der Epikutantest oder Atopie-Patch-Test. Dabei werden die vermuteten Allergene in Vaseline eingearbeitet eingesetzt. Die Allergen-Vaseline-Mischungen werden auf zirka 1,5 Zentimeter im Durchmesser große und zirka zwei Millimeter tiefe Aluminiumscheiben gebracht. Mit einem Pflaster werden diese Aluminiumkammern dann so auf die Haut am Rücken oder an den Oberarmen des Patienten geklebt, dass die Allergen-Vaseline-Mischungen auf der Haut fixiert werden. Weil Kontaktdermatitiden Spät-Typ-Reaktionen sind, muss das Pflaster zwei bis drei Tage auf der Haut bleiben, bevor ein Ergebnis abgelesen werden kann. Problematisch bei diesem Test sind die geringe Sensitivität und die schlechte Reproduzierbarkeit. Der Atopie-Patch-Test wird daher derzeit bei Nahrungsmitteln nicht mehr empfohlen.

### Provokationstests
Bei Provokationstests wird das vermutete Allergen dem Patienten nicht über die Haut, sondern in anderer Form zugeführt. Der wesentliche Vorteil der Provokationstests liegt darin, dass eine Beschwerde-Auslösung nachgewiesen werden kann und nicht nur wie beim Bluttest mittels Nachweis von IgE-Antikörpern eine Sensibilisierung. Da bei Provokationstests unerwartet heftige Krankheitszeichen bis zum lebensbedrohlichen anaphylaktischen Schock auftreten können, sollten sie nur von einem allergologisch erfahrenen Arzt durchgeführt werden, der erforderlichenfalls auch die entsprechenden Notfallmaßnahmen durchführen kann.

#### Rhinomanometrie
Bei allergischer Rhinoconjunctivitis (Heuschnupfen) kann zur Provokation ein Allergenextrakt in die Nase gesprüht werden und anschließend die allergische Reaktion gemessen werden, indem die Schwellung der Nasenschleimhaut mittels einer sogenannten Rhinomanometrie oder der Tryptase-Spiegel im Blut gemessen wird.

#### Lungenfunktionsprüfung
Bei allergischem Asthma erfolgt die Provokation durch die Inhalation eines Allergenextrakts mit anschließender Erfassung der allergischen Reaktion mit einer Lungenfunktionsprüfung. Da Asthma meist mit einer bronchialen Hyperregibilität einhergeht, kann auch unspezifisch mit ansteigenden Konzentrationen einer Methacholin-Lösung provoziert werden (Methacholintest).

#### Doppelblinde plazebokontrollierte orale Nahrungsmittelprovokation
Bei schweren Nahrungsmittelallergien kann die double blind placebo controlled food challenge (Doppelblinde plazebokontrollierte orale Nahrungsmittelprovokation (DBPCFC)) angewendet werden. Dabei werden einer hypoallergenen Grundnahrung nach und nach verschiedene Nahrungsmittel so zugefügt, dass weder der Patient noch der Arzt das Nahrungsmittel erkennen kann. Dabei wird die Verträglichkeit beobachtet. So kann festgestellt werden, welche Nahrungsmittel allergische Reaktionen auslösen, und es können andersherum auch Nahrungsmittel identifiziert werden, die gefahrlos konsumiert werden können. Dieses Verfahren ist allerdings sehr zeitaufwändig und kann i. d. R. nur stationär durchgeführt werden.

### Blutuntersuchungen

#### IgE Antikörper
In Blutproben können IgE-Antikörper gemessen werden. Zum einen kann der Gesamt-IgE-Spiegel gemessen werden, der alle freien IgE-Antikörper erfasst. Dieser Wert ermöglicht eine Aussage darüber, ob generell vermehrt IgE-Antikörper gebildet werden. Erhöhte Gesamt-IgE-Werte kommen aber nicht nur bei allergischen Erkrankungen vor, sondern auch bei Parasitenbefall und bestimmten hämatologischen Erkrankungen.
Zum anderen können auch allergenspezifische IgE-Antikörper nachgewiesen werden. Hierbei werden also die IgE-Spiegel ermittelt, die sich konkret gegen eine Allergenquelle richten.
Die quantitative Messung von IgE-Antikörpern im Blut korreliert jedoch nur schlecht mit dem klinischen Bild. Das heißt, die Messung von IgE-Antikörpern im Blut erlaubt eine Aussage über die Sensibilisierungen eines Allergikers, aber nur bedingt eine Einschätzung der Schwere der Symptome und gar keine Aussage über die Art der Symptome. Es kann auch sein, dass allergenspezifische IgE-Antikörper trotz Sensibilisierung nicht nachgewiesen werden können.

#### ECP
Ein weiterer Parameter, der in Blutproben gemessen werden kann, ist das eosinophile kationische Protein (ECP). ECP wird von aktivierten Eosinophilen ausgeschüttet. ECP ist ein Entzündungsparameter und wird zur Verlaufskontrolle bei allergischem Asthma oder bei atopischer Dermatitis bestimmt.

#### Tryptase
Tryptase kann ebenfalls in Blutproben nachgewiesen werden. Tryptase wird von aktivierten Mastzellen ausgeschüttet und ist ein für aktivierte Mastzellen hochspezifischer Parameter. Der Tryptase-Spiegel wird auch bestimmt zur Diagnostik beim anaphylaktischen Schock, zur postmortalen Diagnose beim Asthmatod, zur Diagnostik der Mastozytose und bei der Provokationstestung bei allergischer Rhinitis.

#### LTT
Durch einen Lymphozytentransformationstest (LTT) kann die Bestimmung sensibilisierter Lymphozyten nachgewiesen und quantifiziert werden. Dies kann bei bestimmten Typ-IV-(Spät-)Allergien sinnvoll sein.

## Therapie

### Allergenkarenz
Die Allergenkarenz, d. h. die Allergenvermeidung, ist bei sensibilisierten Personen die optimale Therapie, um eine Allergie zu vermeiden, da eine Allergie nur bei einem Kontakt mit dem entsprechenden Allergen auftreten kann. Eine fortgesetzte Allergenbelastung steigert die Immunantwort auf das Allergen, während eine dauerhafte Allergenkarenz die Sensibilisierung zwar nicht aufhebt, die spezifische Immunantwort aber abschwächt. Wenn die strikte Vermeidung eines Allergens nicht möglich ist, sollte eine möglichst weitgehende Verringerung der Allergenbelastung erfolgen, da eine Allergie auch von der Intensität der Allergenbelastung abhängt.
Bestimmte Produkte, wie milbendichte Matratzenbezüge bei der Hausstaubmilbenallergie oder Pollenfilter in Klimaanlagen bei der Pollenallergie, helfen, den Allergenkontakt zu reduzieren. Auch wenn bei der Tierhaarallergie ein Verzicht auf Haustiere den Allergenkontakt stark reduziert, so sind Tierhaarallergene sehr stabil, werden verschleppt und können auch an Orten wie Schulen nachgewiesen werden, an denen normalerweise keine Tiere gehalten werden. Nahrungsmittelallergene hingegen können meistens sehr gut vermieden werden.
Im Jahr 1925 begründete Willem Storm van Leeuwen (1882–1933) „antiallergische Kammern“.

### Medikamentöse Therapie
Die meisten Allergien werden mit Medikamenten behandelt, die das Auftreten von allergischen Symptomen mildern oder verhindern, aber keine Heilung von der allergischen Erkrankung bewirken können. Diese Antiallergika werden je nach Krankheitsform und Schwere der Erkrankung in unterschiedlichen Darreichungsformen (Tabletten, Nasensprays, Asthmasprays, Augentropfen, Cremes, Salben und Injektionen) und in unterschiedlichen Intervallen (bei akutem Bedarf, prophylaktisch, dauerhaft) angewendet.
Eingesetzte Wirkstoffe zur Allergiebehandlung sind
- Antihistaminika (zum Beispiel Loratadin)
- Adrenalin (bei schweren Reaktionen)
- Glukokortikoide (zum Beispiel Prednison)
- Mastzellstabilisatoren (zum Beispiel Cromoglicinsäure)
- pflanzliche Wirkstoffe (z. B. Extrakte aus der Wurzel der Tragant)[54]
- Bei Asthma bronchiale
  - β2-Sympathomimetika (zum Beispiel Salbutamol)
  - Leukotrienrezeptor-Antagonisten (zum Beispiel Montelukast)
  - Theophyllin
  - humanisierte monoklonale Antikörper (zum Beispiel Omalizumab) bei schwerem allergischen Asthma
- Schwere akute Fälle mit anaphylaktischem Schock sind lebensbedrohlich und erfordern ärztliche Notfallmaßnahmen. → Hauptartikel: Anaphylaxie
  - Antihistaminika intravenös
  - Adrenalin intramuskulär und intravenös
  - Glukokortikoide
  - Infusionen zum Volumenersatz[55]

Patienten, bei denen bekannt ist, dass sie Gefahr laufen, einen anaphylaktischen Schock zu erleiden (z. B. bei Insektengiftallergien), wird ein Notfallset mit Antihistaminikum, Glukokortikoid, eventuell einem Inhalationspräparat und einem Autoinjektor mit Adrenalin verschrieben (Adrenalin-Pen), welches sie stets bei sich tragen sollten.

#### Ausblicke
Verschiedene Wirkstoffe vor allem zur Dämpfung der Immunreaktion werden derzeit auf ihre Eignung als Medikament getestet.
| Wirkstoff (Markenname) | Wirkprinzip                                | Status                          | Quellen                                                                                                |
| CYT003-QbG10           | Immunmodulator (T-Zellen Th2 -> Th1 Shift) | Phase-II-Studien erfolgreich    | Q1 (Memento vom 13. Mai 2012 im Internet Archive) Q2 Q3 (Memento vom 13. Mai 2012 im Internet Archive) |
| TOLAMBA                | Immunmodulator (T-Zellen Th2 -> Th1 Shift) | Phase-II/III-Studie erfolgreich | Q4 |
| AIC                    | Immunmodulator (Histamin-Reduktion)        | Phase-III-Studie läuft          | Q5 |

### Hyposensibilisierung
Die Hyposensibilisierung, auch Spezifische Immuntherapie (SIT), ist bislang die einzige verfügbare kausale Therapie bei Typ-I-Allergien. Bei der Hyposensibilisierung wird die allergenspezifische IgE-vermittelte Reaktionsbereitschaft des Immunsystems (Allergie vom Soforttyp, Typ-I-Allergie) herabgesetzt durch regelmäßige Zufuhr des Allergens über einen längeren Zeitraum in unterschwelligen, langsam ansteigenden Konzentrationen. Das Allergen oder das modifizierte Allergen (Allergoid) werden entweder unter die Haut gespritzt (subkutane Immuntherapie (SCIT)) oder als Tropfen oder Tabletten sublingual (sublinguale Immuntherapie (SLIT)) aufgenommen.
Voraussetzung für eine erfolgreiche Hyposensibilisierung ist die Bereitschaft und Fähigkeit des Allergikers, die Therapie über einen Zeitraum von drei Jahren, sowie die anschließende Erhaltungstherapie, regelmäßig durchzuführen. Die Indikation für eine Hyposensibilisierung besteht für Menschen ab 5 Jahre, wenn das verursachende Allergen nicht gemieden werden kann, die Wirkung der Hyposensibilisierung für die behandelnde Erkrankung belegt ist und ein geeigneter Allergenextrakt verfügbar ist. Die Wirksamkeit der Hyposensibilisierung ist durch mehrere Studien für Rhinokonjunktivitis bei Pollenallergie, für das allergische Asthma bronchiale, für die Hausstaubmilbenallergie, für die Schimmelpilzallergie, für die Tierhaarallergie und für die Insektengiftallergie belegt.
Auch konnte durch entsprechende Studien für einige Produkte nachgewiesen werden, dass durch die Hyposensibilisierung das Asthmarisiko verringert und die Neusensibilisierung auf weitere Allergene reduziert wird. Aus diesem Grund sollte die Hyposensibilisierung bei Kindern und Jugendlichen frühzeitig erfolgen und solche Produkte gewählt werden, für die dieser Effekt nachgewiesen wurde.

## Prognose

### Nahrungsmittelallergien bei Kindern
Das Immunsystem von Kindern ist noch nicht voll ausgereift. Kinder haben deshalb eine erhöhte Allergieneigung. Auch und gerade bei Kindern kann deshalb im Verlauf der Erkrankung eine Allergieform durch eine andere ersetzt werden oder zu einer Allergie eine weitere hinzutreten. Bei konsequenter Meidung des auslösenden Allergens verschwindet eine Nahrungsmittelallergie mit Reifung des Immunsystems meistens bis zum 5. Lebensjahr, vor allem die Kuhmilch- und die Hühnereiallergie. Andere Nahrungsmittelallergien, z. B. die Erdnussallergie, haben allerdings nur eine geringe Besserungstendenz.

### Veränderte Reaktionsbereitschaft von Zellen
Besonders bei chronischem Verlauf der Typ-I-Allergie erhöht sich die Reaktionsbereitschaft von Mastzellen, Monozyten, sowie von basophilen und eosinophilen Granulozyten. Dadurch können die Symptome einer bestehenden Allergie verstärkt werden und/oder neue Allergien hinzutreten.

### Etagenwechsel
Unter einem Etagenwechsel versteht man bei der Inhalationsallergie das Übergreifen IgE-vermittelter Allergiesymptome (Typ-1-Sofort-Allergie) von den Konjunktiven (Bindehaut des Auges) auf die Nasen- und Bronchialschleimhaut oder von den oberen Atemwegen auf die unteren Atemwege, ein Heuschnupfen wird zum allergischen Asthma. Auch das Hinzutreten weiterer Inhalationsallergien und/oder das Auftreten von Kreuzallergien wird als Etagenwechsel bezeichnet.
Unbehandelt führen 30–40 % aller Allergien gegen Inhalationsallergene zu einem Etagenwechsel.

## Pseudoallergien und Intoleranzen

Allergie und Pseudoallergie

Es gibt Krankheiten, deren Symptome einer Allergie gleichen, die jedoch nicht immunologisch bedingt sind. Diese Krankheiten werden als Pseudoallergie oder Intoleranz bezeichnet.
Bei der Pseudoallergie werden die allergieähnlichen Symptome ausgelöst, indem Mastzellen unspezifisch aktiviert werden. Wenn Mastzellen aktiviert werden und degranulieren, dann setzen sie eine Reihe von Entzündungsmediatoren (z. B. Histamin) frei. Es entsteht eine Entzündungsreaktion, die sich in allergieähnlichen Symptomen äußert.
Während bei Allergien die Aktivierung der Mastzellen spezifisch erfolgt, nämlich dadurch, dass bestimmte Allergene an oberflächlich gebundene Antikörper binden können, so erfolgt die Mastzell-Aktivierung bei Pseudoallergien unspezifisch, also ohne Beteiligung der oberflächlich gebundenen Antikörper.
Abzugrenzen von der Pseudoallergie und der Allergie ist die Intoleranz, die ebenfalls allergieähnliche Symptome verursachen kann. Bei der Intoleranz handelt es sich um eine Stoffwechselstörung. Der Körper kann bestimmte Substanzen nicht oder nicht ausreichend verstoffwechseln, meistens aufgrund eines Enzymdefektes.

## Arzt für Allergologie
Die Ausbildung zum Allergologen ist eine Zusatzausbildung für Fachärzte. Dieser Facharzt ist also nur für Allergien in seinem Fachbereich zuständig. Für die Hauttestungen ist der Dermatologe mit der Zusatzausbildung Allergologie zuständig. Für die mit ähnlichen Symptomen auftretenden Pseudoallergien und Intoleranzen gibt es keine speziellen Fachärzte.
Da sich beim Allergiker aber die Symptome nur in den seltensten Fällen auf ein Organ beschränken, der Kranke selbst gar nicht erkennen kann, ob seine Symptome von einer Allergie, einer Pseudoallergie oder einer Intoleranz herrühren und welche spezielle Diagnostik er benötigt, ist die Diagnose von Unverträglichkeiten oft langwierig und schwierig, da man für die Diagnose oft mehrere Ärzte aufsuchen muss.